# Xhemal Naipi
Xhemal Naipi też jako: Hafiz Xhemal Naipi (ur. 1 marca 1889 w Szkodrze, zm. 1955 w Burrelu) – albański polityk i duchowny muzułmański, pierwszy przewodniczący parlamentu w 1920.

## Życiorys
Był synem Hasana. Ukończył studia teologiczne w Stambule. W 1914 związany z organizacją Krahu Kombetar (Skrzydło Narodowe), sprzeciwiającej się nadmiernej ingerencji czynników obcych w wewnętrzne sprawy Albanii. W czasie I wojny światowej pełnił funkcję kadiego i przewodniczącego komisji d.s. edukacji w Szkodrze. W 1916 objął stanowisko dyrektora wakufów. 29 marca 1920 na kongresie albańskich działaczy narodowych w Lushnji został powołany na przewodniczącego Rady Narodowej, pełniącej funkcję parlamentu. Funkcję tę pełnił przez dwa miesiące. Był jednym z inicjatorów utworzenia gimnazjum w Szkodrze. Od 1923 pełnił funkcję muftiego Szkodry. W latach 1937–1939 zasiadał w parlamencie albańskim, reprezentując Szkodrę.
Po agresji włoskiej na Albanię w kwietniu 1939 został aresztowany i internowany w Ceresarze. W 1942 powrócił do Albanii i związał się z monarchistycznym ruchem oporu Legaliteti. W listopadzie 1943, na kongresie w Zall-Herr został wybrany na przywódcę Legaliteti. Po przejęciu władzy przez komunistów majątek Naipiego został skonfiskowany, rodzina internowana, a on sam przez ponad rok się ukrywał. Aresztowany 7 października 1946 i oskarżony o prowadzenie działalności antypaństwowej. 23 czerwca 1947 Sąd Wojskowy w Szkodrze skazał Naipiego na karę dożywotniego pozbawienia wolności i utratę praw publicznych. Zmarł w więzieniu w Burrelu w 1955.
W 1995 uhonorowany Medalem za działalność patriotyczną i tytułem Męczennika za Demokrację (Pishtar i Demokracise). W 2012 otrzymał tytuł Honorowego Obywatela Szkodry. Imię Naipiego nosi jedna z ulic w Szkodrze.